# El Pino (Aller)
El Pino es un lugar y una parroquia del concejo asturiano de Aller, en España.
En los 87,89 km² de superficie que tiene la parroquia habitan un total de 812 personas repartidas entre los lugares de Cuevas, Felechosa, El Pino, Pola del Pino (La Pola Vieya/ Pola del Pino), Puerto de San Isidro (La Raya) y las caserías, deshabitadas, de Collaínos (Los Col.laínos) y Rioseco (Roseco).
El lugar de El Pino se halla a 660 metros de altitud en la falda sur del pico Cualnigru (1.232 m), en la sierra de Collarroces. En él habitan 140 personas.
Los habitantes de El Pino reciben el sobrenombre de gatos recibiendo los de Felechosa el de corceles y los de La Pola el de cuergos (cuervos), aunque se desconoce el origen cierto de esta denominación.[cita requerida]

## Patrimonio
- Iglesia de San Félix (siglo XVII), declarada B.I.C. desde el año 1973 (publicación en BOE, 16 de marzo de 1973)